# فریدولین بسونگو
فریدولین بسونگو (انگلیسی: Fridolin Ambongo Besungu؛ زادهٔ ۲۴ ژانویهٔ ۱۹۶۰) کشیش کاتولیک، و اسقف اعظم کینشاسا‌ از جمهوری دموکراتیک کنگو است. وی از سال ۲۰۱۹ یک کاردینال‌ محسوب می‌شود.